# Elvis for Everyone!
Elvis for Everyone! är ett samlingsalbum och det 23:e albumet totalt av den amerikanske sångaren och musikern Elvis Presley. Det gavs ut av RCA Victor i såväl mono som stereo (LSP/LPM 3450) den 19 juli 1965. Det sammanställdes av RCA som ett jubileumsalbum för att uppmärksamma att Elvis Presley varit tio år på skivbolaget. Albumet består av mestadels överblivna och tidigare outgivna låtar inspelade under en tioårsperiod från 1954 till 1964. Den äldsta inspelningen är gjord i Sun Studio i Memphis, andra i RCA:s studio i Nashville och ytterligare andra i Radio Recorders studio i Hollywood.
I USA nådde albumet plats 10 på Billboards albumlista, medan det på konkurrerande Cashbox lista nådde plats 11. I Storbritannien placerade sig albumet som bäst på 8:e plats på UK Albums Chart. Albumet sålde i 250 000 exemplar i USA.

## Bakgrund
Under senare delen av 1960-talets första hälft upplevde skivbolaget RCA överlag en ökande försäljning av Elvis Presley-skivor till följd av att hans utgivning dominerade den internationella marknaden, samtidigt som man hade en vikande marknad på hemmaplan i USA. Under år 1964 utkom endast två LP-skivor och därutöver en ep-skiva – alla tre soundtrack med filmlåtar (då Kissin' Cousins, Roustabout och Viva Las Vegas) – och även om Roustabout nådde förstaplatsen på den amerikanska albumlistan, uppgick den sammanlagda försäljningen i USA av de båda albumen vid tiden till mindre än en miljon exemplar. En ny uppsättning av kvalitetsinspelningar för ett studioalbum skulle möjligen ha kunnat förbättra situationen 1965, men vid denna tid gjorde Elvis inga sådana inspelningar och han hade inte gett ut ett studioalbum sedan Pot Luck 1962.

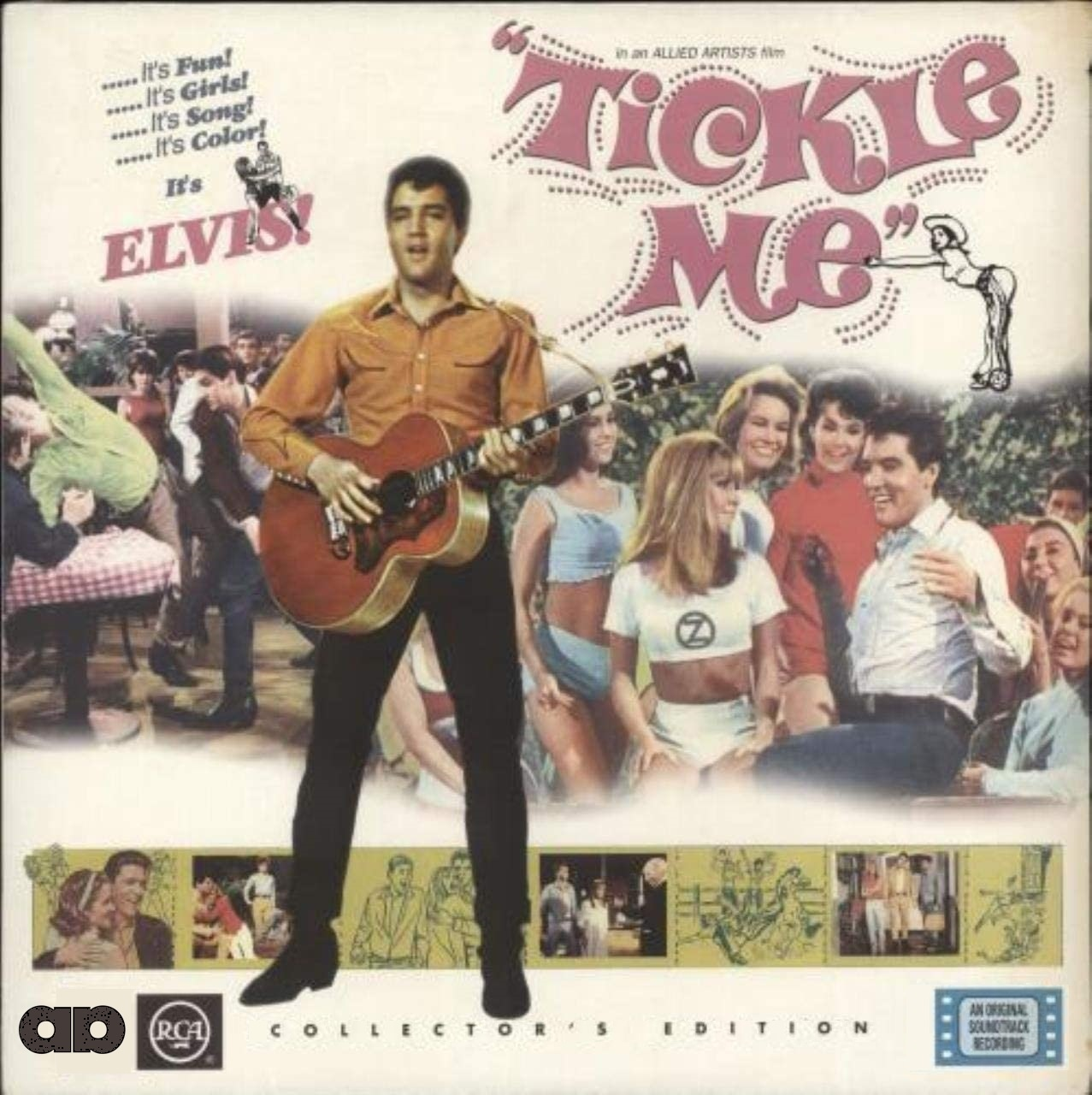
LP-omslag till en europeisk utgåva från år 2002 av Tickle Me.

I stället kom 1965 att fortsätta ungefär som 1964. Årets första singel, "Do the Clam" från filmen Girl Happy sålde svagt och nådde blott 21:a plats på singellistan i USA. Med nästa singel, "Crying in the Chapel", sågs ett uppsving. RCA hade letat fram en överbliven låt från His Hand in Mine-sessionen 1960. Den sålde i över en miljon exemplar i USA, nådde 3:e plats på "Billboard Hot 100"-listan och kom att toppa singellistan i Storbritannien. Efterföljande två singlar, "(Such an) Easy Question" och "I'm Yours", liksom soundtrack-ep:n Tickle Me, innehöll tillsammans nio låtar från filmen Tickle Me. Det var uteslutande gamla återanvända låtar som redan hade utkommit tidigare på album. Båda singlarna nådde 11:e plats i USA men endast "I'm Yours" uppnådde en försäljning i USA på över en halv miljon exemplar. Inte heller årets två sista singlar rönte någon större framgång. "Puppet on a String" var ytterligare en låt från Girl Happy och den nådde 14:e plats i USA, medan "Tell Me Why" var en överbliven inspelning från 1957 som nådde plats 33 i USA. Båda sålde så småningom över en halv miljon vardera.
Årets två LP-skivor bestående av filmmusik – från Girl Happy och från Harum Scarum – nådde båda 8:e plats, men hade likväl endast måttlig försäljningsframgång. När inga nya studioinspelningar fanns att tillgå, bestämde sig RCA att under år 1965 ge ut ett jubileumsalbum för att uppmärksamma att Elvis varit tio år på skivbolaget. Med Today Only som albumets arbetsnamn, senare ändrat till Elvis for Everyone!, finkammade man gömmorna efter sådana inspelningar som ännu inte hade givits ut. Det blev i huvudsak en samling av överblivna filmlåtar och studioinspelningar som vid tiden inte hade ansetts bra nog för att ges ut, och där några av inspelningarna var gjorda redan på 1950-talet.

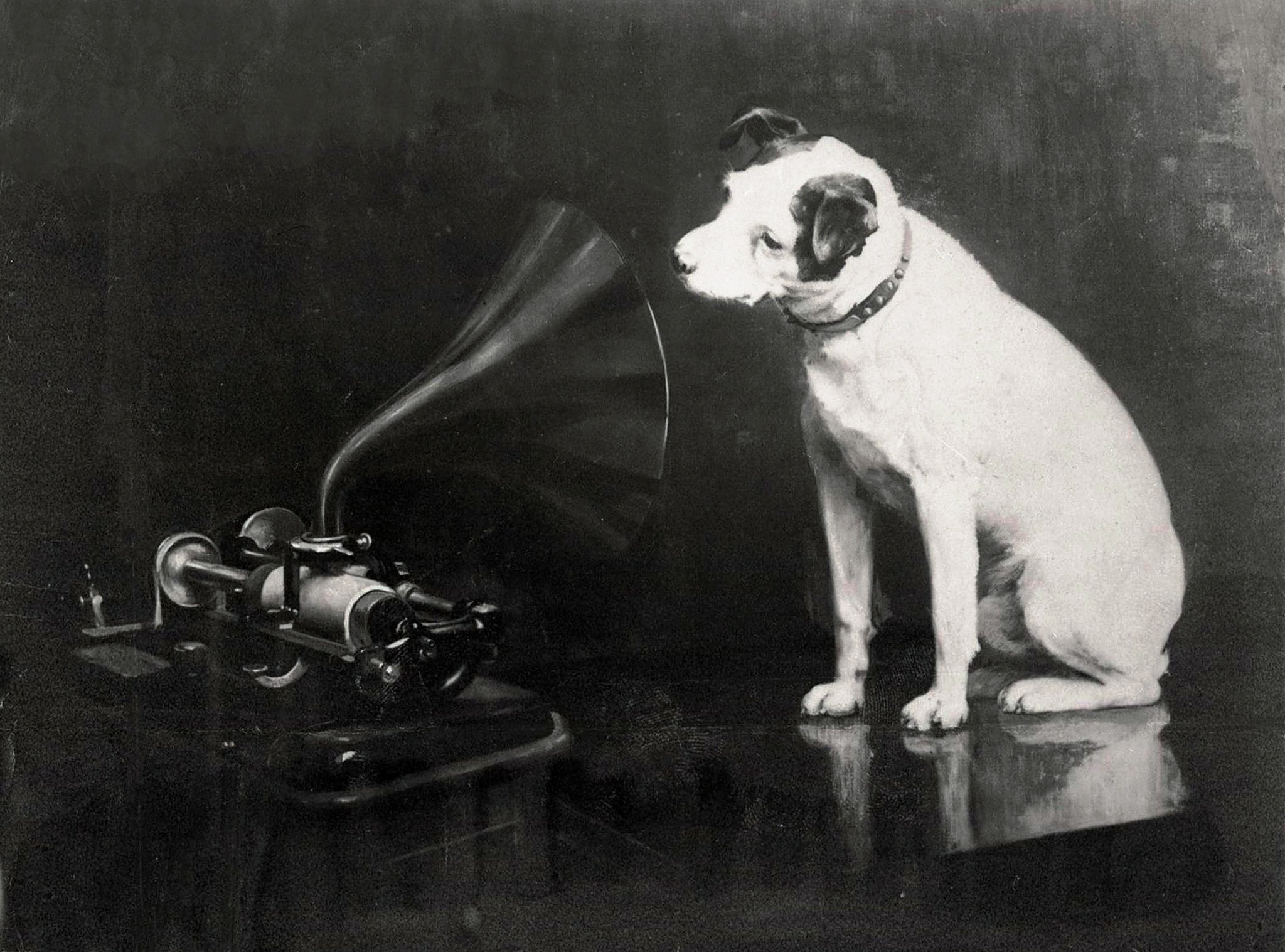
RCA Victors symbol, hunden Nipper, som fanns avbildad ovanpå en kassaapparat på albumomslaget till Elvis for Everyone!.

På skivomslagets framsida fanns en bild av Elvis stående bakom en försäljningsdisk vid en kassaapparat ovanpå vilken RCA Victor-hunden Nipper satt placerad, och med fem LP-skivor i bakgrunden. På omslagets baksida fanns reproduktioner av omslagen till 15 av Elvis dittills 22 utgivna album med uppgifter om hur mycket pengar vart och ett av albumen hade dragit in (alla över en miljon dollar). Eftersom det saknades information på skivomslaget om när låtarna hade spelats in, skulle det dröja drygt tio år innan uppgifter blev tillgängliga om varifrån många av låtarna kom. I likhet med flera av Elvis singelutgåvor detta år – ett år då exempelvis The Beatles utkom med Rubber Soul – var många låtar på albumet daterade. Och även om det nådde topp 10 i USA, skulle det bli det första Elvis Presley-albumet under 1960-talet att sälja i färre än 300 000 exemplar där.

## Inspelningarna
Av de tolv låtarna på Elvis for Everyone! hade tidigare endast "Summer Kisses, Winter Tears" utkommit på skiva. Den hade spelats in till filmen Flaming Star men inte kommit med i densamma, dock inkluderats i ep:n Elvis by Request: Flaming Star and 3 Other Great Songs. Tre andra låtar hade förekommit i filmer men inte tidigare på skiva. "In My Way" var från filmen Wild in the Country (1961), "Sound Advice" från Follow That Dream (1962) och "Santa Lucia" från Viva Las Vegas (1964). De övriga åtta låtarna hade tidigare inte funnits tillgängliga i någon form. Låtarna var inspelade vid följande tio tillfällen:
1. "Tomorrow Night" – Sun Studio i Memphis i Tennessee någon gång den 12–16 september 1954[47][48] med pålägg gjorda i RCA:s studio B i Nashville i Tennessee den 18 mars 1965.[49]
2. "When It Rains, It Really Pours" – Radio Recorders studio 1 i Hollywood i Kalifornien den 23–24 februari 1957.[50][51]
3. "Your Cheatin' Heart" – Radio Recorders studio 1 den 1 februari 1958.[52][53]
4. "Summer Kisses, Winter Tears" – Radio Recorders studio B den 8–9 augusti 1960.[54][55]
5. "In My Way" och "Forget Me Never" – Radio Recorders studio B den 7–8 november 1960.[56][57]
6. "Sound Advice" – RCA:s studio B den 2 juli 1961.[58][59]
7. "For the Millionth and the Last Time" och "I Met Her Today" – RCA:s studio B den 15–16 oktober 1961.[60][61]
8. "Finders Keepers, Losers Weepers" – RCA:s studio B den 26–28 maj 1963.[62][63]
9. "Santa Lucia" – Radio Recorders studio B den 9–11 juli 1963[64][65] och MGM Sound Stage i Hollywood den 8 augusti 1963.[66]
10. "Memphis, Tennessee" – RCA:s studio B den 12 januari 1964.[67][68]

## Komposition, stil och texter

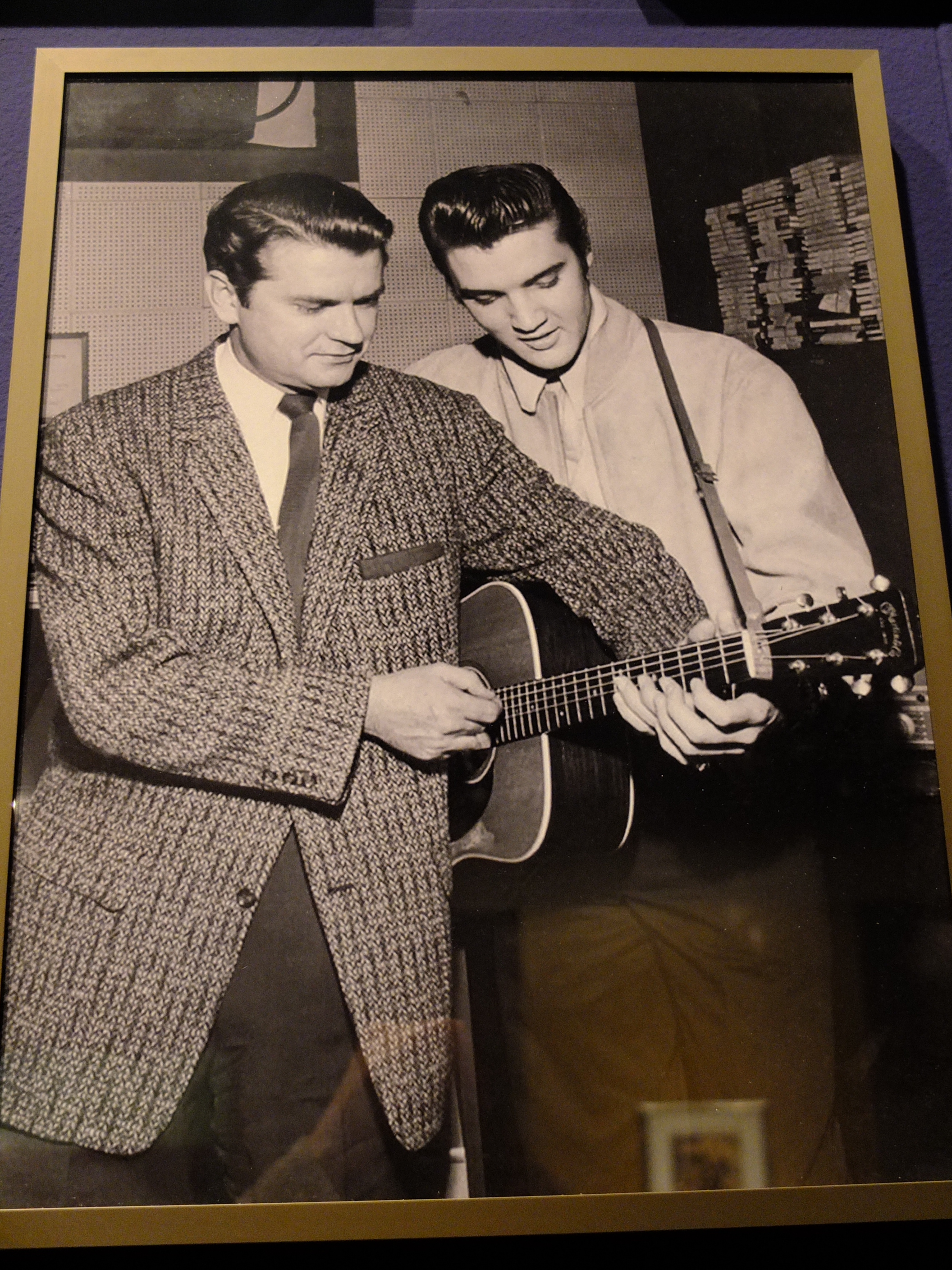
Sam Phillips på Sun Records tillsammans med Elvis Presley.

"Tomorrow Night" var en överbliven inspelning från Elvis tid på Sun Records. Låten från 1939 hade varit en hit för Lonnie Johnson 1948, och det var en sång som Elvis ofta hade sjungit för sin dåvarande flickvän Dixie Locke. Denna bluesballad spelades sannolikt in någon gång den 12–16 september 1954, och den saknade nästan helt arrangemang med endast Scotty Moore på gitarr. Sam Phillips på Sun Records ansåg den inte vara den sortens låt som han ville ge ut och den förblev därför outgiven.

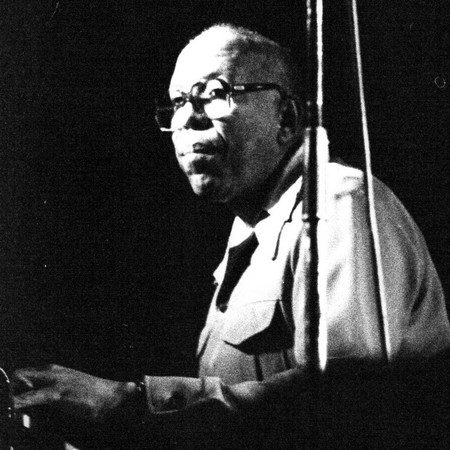
Billy "The Kid" Emerson (1979), som skrev "When It Rains, It Really Pours".

I samband med RCA:s köp av Elvis Presley i november 1955 ingick också Sun-inspelningarna och så även den ofullbordade inspelningen av "Tomorrow Night". Och inför utgivandet av Elvis for Everyone!, kom "Tomorrow Night" den 18 mars 1965 att överdubbas och ges ett nytt arrangemang i RCA:s studio B i Nashville, under en session där Elvis Presley själv inte deltog. På gitarr hade man Chet Atkins och Thomas "Grady" Martin, på munspel Charlie McCoy, på trummor Murrey "Buddy" Harman och på bas Henry Strzelecki. Bakgrundssången stod The Anita Kerr Singers för. Utöver att göra påläggen lät man också sänka låtens hastighet med åtta procent, sannolikt för att få den 19-årige Elvis röst att låta mörkare och mer likna rösten hos den vid tiden 30-årige Elvis.

"When It Rains, It Really Pours" var en blueslåt som Elvis också hade provat på under tiden på Sun Records. Under första veckan i november 1955 skulle man spela in "When It Rains, It Really Pours" som en tänkt B-sida till "Tryin' to Get to You" på Elvis sjätte singel på Sun. Men inspelningen avbröts efter ett antal tagningar av låten, eftersom Tom Parker ringde med besked om att RCA hade gått med på att betala den summa som Suns ägare Sam Phillips begärt för att sälja Elvis till skivbolaget. Inspelningssessionen kom därefter inte att återupptas, eftersom det inte längre var aktuellt för Elvis att ge ut någon fler singel på Sun Records. Elvis lät emellertid försäkra Sam Phillips, som också innehade upphovsrätten till Sun-artisten Billy "The Kid" Emersons "When It Rains, It Really Pours", att han skulle spela in den senare på RCA. Sun-inspelningen gavs ut på skiva för första gången 1983 på Elvis: A Legendary Performer Volume 4.
Den 24 februari 1957 spelade Elvis in "When It Rains, It Really Pours" på nytt i Radio Recorders studio 1 i Hollywood i Kalifornien. Denna rockiga blueslåt var sådan att Elvis fick anstränga och pressa sin röst mot gränsen av det han förmådde. Dudley Brooks pianospel var bitvis intensivt och D. J. Fontanas trumspel okomplicerat. Scotty Moore spelade gitarrsolot med ett invecklat fingerspel och inte på det mer enkla och rättframma sätt som Sam Phillips hade försökt förmå honom att spela. I övrigt spelade Bill Black bas och The Jordanaires stod för bakgrundssången. Trots att Elvis framförde låten med stor energi tyckte han att det var något som saknades i inspelningen, och den kom därför inte att ges ut förrän 1965 på Elvis for Everyone!.

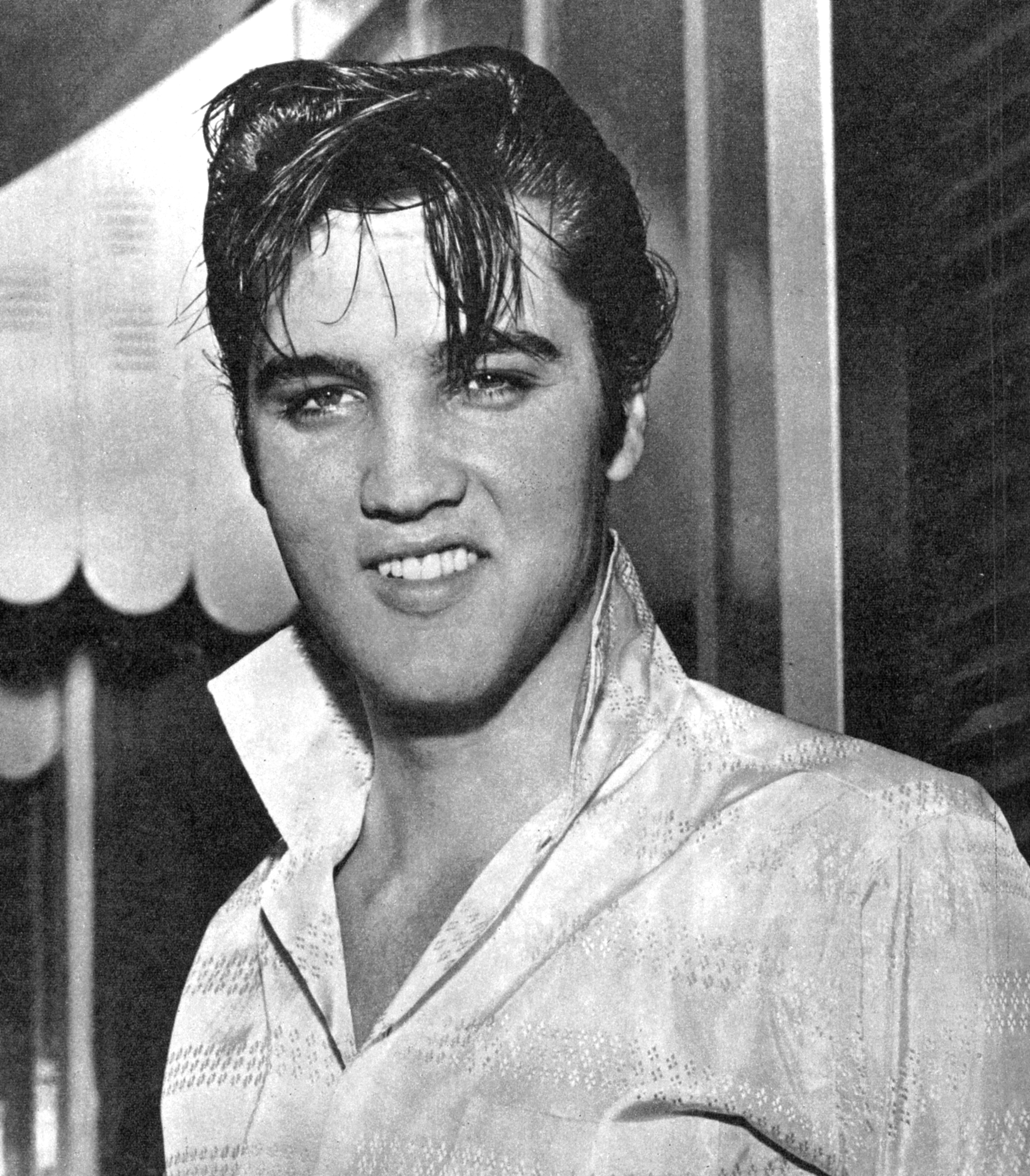
Elvis Presley 1958.

"Your Cheatin' Heart" spelades in under en endagarssession i Radio Recorders studio 1 den 1 februari 1958. Samma musiker som medverkade vid inspelningen av "When It Rains, It Really Pours" var på plats även denna gång. Därutöver hade också gitarristen Tiny Timbrell tillkommit. Bortsett från inspelningen av musiken till filmen King Creole, var detta det sista inplanerade inspelningstillfället innan Elvis skulle påbörja sin militärtjänstgöring. För producenten Steve Sholes var det därför angeläget att spela in många konkurrenskraftiga låtar som RCA kunde ge ut under de två år som Elvis skulle vara borta. Sessionen visade sig emellertid bli en motgång med bara fyra inspelade låtar, vilka dessutom inte var problemfria. En av dessa fyra var Hank Williams countrylåt "Your Cheatin' Heart" från 1953. Man spelade in den i ett medelhögt tempo, men resultatet blev inte som Elvis hade tänkt sig. För att lösa problemet med brist på material under Elvis bortovaro i det militära i slutet av 1950-talet, föreslog Steve Sholes både "When It Rains, It Really Pours" och "Your Cheatin' Heart" som möjliga singelutgåvor, men Elvis ansåg inte att någon av inspelningarna var tillräckligt bra för det.

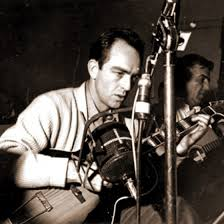
Studiomusikern Howard Roberts, som spelade gitarr under inspelningen av "Summer Kisses, Winter Tears".

"Summer Kisses, Winter Tears" spelades in natten den 8–9 augusti 1960 i Radio Recorders studio B i Hollywood tillsammans med tre andra låtar till filmen Flaming Star. Från förra inspelningstillfället på Radio Recorders i februari 1958 var Tiny Timbrell kvar på gitarr, Dudley Brooks på piano och The Jordanaires på bakgrundssång. I övrigt var det nytt folk i form av Howard Roberts på gitarr, Myer Rubin på bas, Bernie Mattinson på trummor och Jimmie Haskell på dragspel. Elvis var generad över några av låtarnas kvalitet och krävde att två av dem inte skulle ges ut på skiva. "Summer Kisses, Winter Tears" var en av två låtar som ströks från filmen, då publiken vid en provvisning hade skrattat under scenen i filmen där den framfördes. Ben Weisman som varit med och skrivit låten fanns på plats i studion, och han hjälpte till med att få fram den rätta känslan i inspelningen av denna ballad. "Summer Kisses, Winter Tears" gavs ut tillsammans med "It's Now Or Never", "Are You Lonesome Tonight?" och filmens titellåt, "Flaming Star", på ep-skivan Elvis by Request: Flaming Star and 3 Other Great Songs i april 1961, och var därmed den enda låt på Elvis for Everyone! som tidigare hade utkommit på skiva.

"In My Way" var en av fem låtar som spelades in i Radio Recorders studio B den 7–8 november 1960 till filmen Wild in the Country. De flesta musiker var desamma som vid inspelningarna i augusti 1960 till Flaming Star, men Scotty Moore och D. J. Fontana var tillbaka och hade ersatt Howard Roberts och Bernie Mattinson på gitarr respektive trummor. "In My Way" var en avskalad kärleksballad med Elvis på sång ackompanjerad av endast en akustisk gitarr.

"Forget Me Never" spelades också in till filmen Wild in the Country vid samma tillfälle som när "In My Way" spelades in. I likhet med "In My Way" hade denna ballad skrivits av låtskrivarparet Fred Wise och Ben Weisman. Den kom dock inte med i filmen och gavs ut först med Elvis for Everyone!.

"Sound Advice" spelades in till filmen Follow That Dream under en session i RCA:s studio B i Nashville, Tennessee, den 2 juli 1961. Medverkande musiker var 
Scotty Moore och Hank Garland på gitarr, Bob Moore på bas, D. J. Fontana och Buddy Harman på trummor, Floyd Cramer på piano och Boots Randolph på claves, med The Jordanaires och Millie Kirkham på bakgrundssång. Det var en låt som Elvis i filmen framförde akustiskt för barn, och som inte kom med på Follow That Dream-ep:n som gavs ut till filmen. Elvis begärde att den av kvalitetsskäl inte skulle ingå i ep:n Follow That Dream.

"For the Millionth and the Last Time" spelades in i RCA:s studio B i Nashville under en session som inte var avsedd till ett film-soundtrack, kvällen och natten den 15–16 oktober 1961. Det var nästan samma uppsättning musiker på plats som vid inspelningen av musiken till Follow That Dream, men på gitarr hade Jerry Kennedy ersatt Hank Garland, som drabbats av en allvarlig hjärnskada i samband med en bilolycka. Det faktum att Hank Garland hade ersatts av Jerry Kennedy, innebar att Scotty Moore för första gången sedan Elvis återvände från det militära fick ta på sig ansvaret att spela sologitarr. Och på "For the Millionth and the Last Time" kom Gordon Stoker från The Jordanaires att spela dragspel. "For the Millionth and the Last Time" var en ballad med viss latinamerikansk känsla, och det var den första icke-filmlåt av låtskrivarparet Sid Tepper och Roy C. Bennett som Elvis spelade in. Den valdes ut att ingå i albumet Pot Luck men kom inte med där utan utkom i stället först på Elvis for Everyone!.

"I Met Her Today" spelades in vid samma tillfälle som "For the Millionth and the Last Time", den 16 oktober 1961. Det var ännu en låt som inte kom med på albumet Pot Luck. Det var en av flera Don Robertson-ballader som Elvis kom att spela in, och den hade ett hoppfullt budskap. Robertsons låtskrivarpartner Hal Blair kom på låtens titel.
Man hade dock problem med inspelningen. Låten hade ett ovanligt stort omfång på nästan två oktaver och efter att Elvis hade lärt sig att bemästra det utmanande tonsprånget på en och en halv oktav, blev i stället bandets misstag allt fler. Efter 20 tagningar bestämde man sig för att sluta och använda tagning 18 som master. I likhet med "For the Millionth and the Last Time" kom inspelningen att ligga oanvänd i fyra år tills RCA gav ut den på Elvis for Everyone!.

"Finders Keepers, Losers Weepers" spelades in under en tvådygnssession den 26–28 maj 1963 som gav upphov till 14 färdiga mastrar. De flesta musiker var desamma som i oktober 1961, men Jerry Kennedy, som tillfälligt hade hoppat in som ersättare på gitarr i stället för den skadade Hank Garland (vilken inte skulle återkomma), hade i sin tur ersatts av de två Nashville-gitarristerna Harold Bradley och Grady Martin. Tanken med denna session var att spela in ett nytt studioalbum och låtar för singelutgivning – vilka kom att bli "(You're the) Devil in Disguise", "Please Don't Drag That String Around" och "Witchcraft". I stället för att bilda ett studioalbum, kom övriga låtar dock att portioneras ut som B-sidor på singlar och som bonuslåtar på soundtrackalbum, förutom "Finders Keepers, Losers Weepers" som fann sin väg in på Elvis for Everyone!. Det var i detta fall inte bristande kvalitet som gjorde att denna pop- och rocklåt inte gavs ut tidigare. På "Finders Keepers, Losers Weepers" spelade Homer "Boots" Randolph saxofon, och för bakgrundssången stod endast Ray Walker och inte hela gruppen The Jordanaires.

"Santa Lucia" var den traditionella "Luciasången, inspelad till filmen Viva Las Vegas med Elvis sjungande låten på italienska. I detta fall spelades musiken in i Radio Recorders studio B i samband med att de flesta låtar till filmen spelades in, den 9–11 juli 1963, medan Elvis lade på sin sång i efterhand den 8 augusti i MGM:s lokaler i Hollywood i Kalifornien. Fler musiker än någonsin tidigare hade anlitats för inspelningarna, vilket fick till följd att medan vissa spelade satt andra sysslolösa. Med sin speltid på bara drygt en minut ansågs "Santa Lucia" uppenbarligen vara för obetydlig för att tas med på Viva Las Vegas-ep:n, och den kom i stället att fylla ut Elvis for Everyone!-albumet.

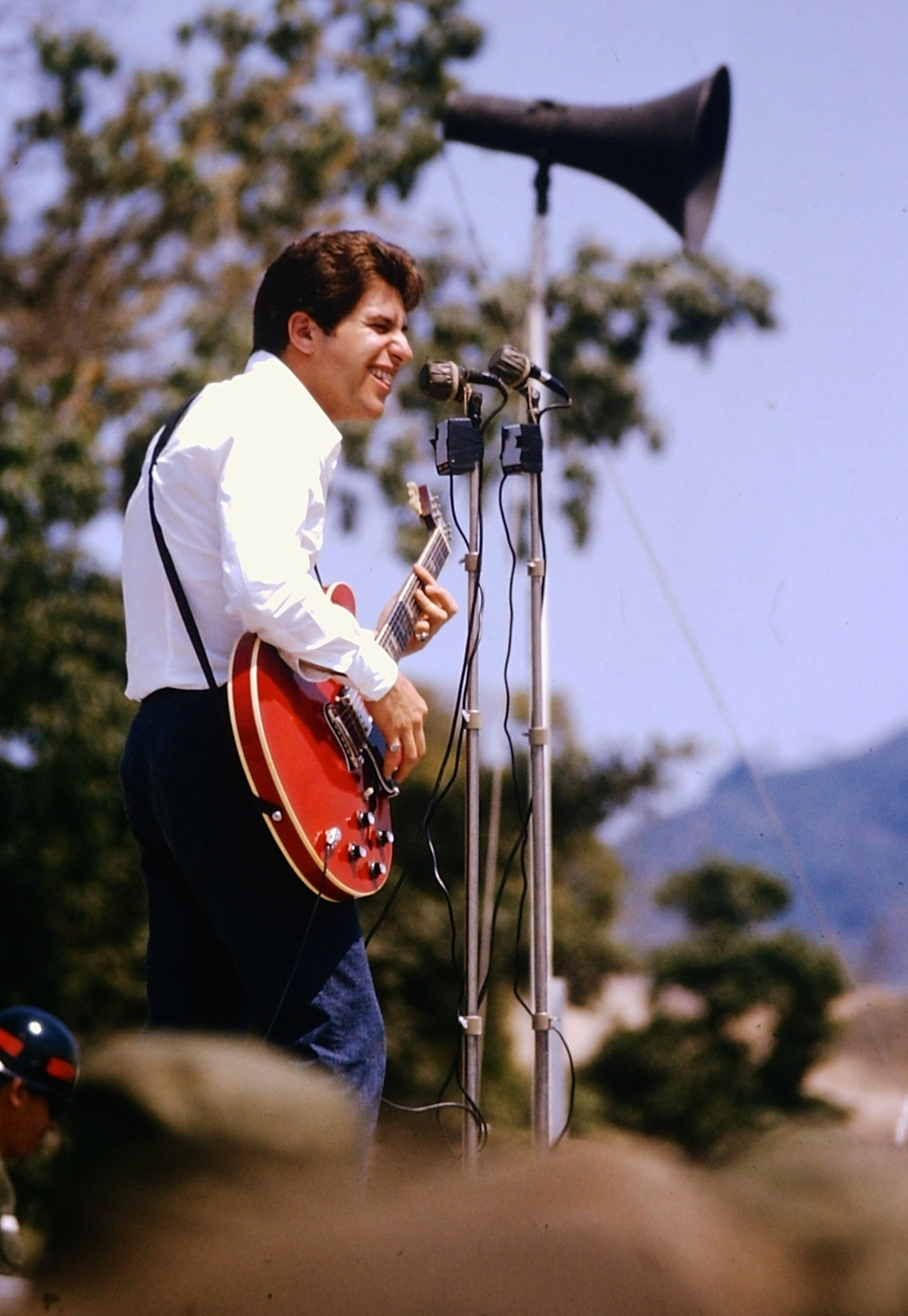
Johnny Rivers, som hann spela in och ge ut "Memphis, Tennessee" på singel innan Elvis hann ge ut låten – här vid ett framträdande 1966.

"Memphis, Tennessee" spelades in första gången under samma session som när "Finders Keepers, Losers Weepers" spelades in, i maj 1963. Elvis hade stora förhoppningar på låten, och ville därför försöka åstadkomma en ännu bättre inspelning genom att utveckla den vidare i den riktning som han redan hade påbörjat mot en inspelning fylld av ännu mer energi. Dessutom hade Lonnie Mack strax efter Elvis inspelning utkommit med en instrumental version av låten (under namnet "Memphis"), och med den nådde han i juli 1963 femte plats på Billboards Hot 100-lista. Av dessa anledningar kom Elvis att vänta med att ge ut låten och i stället spela in den på nytt i RCA:s studio B i Nashville den 12 januari 1964. Inspelningssessionen hade tillkommit för att Elvis skulle få en möjlighet att göra nya inspelningar av den och "Ask Me", och han passade samtidigt på att också spela in "It Hurts Me". Samma musiker som vid inspelningarna i Nashville i maj 1963 var på plats.
Chuck Berrys rocklåt "Memphis, Tennessee" från 1959 var en tilltalande låt för Elvis, då den handlade om hans egen hemstad. Hans inspelning liknade inte någon annans. Den inleddes med den dubbla uppsättningen på trummor genom Buddy Harman och D. J. Fontana, något som gav den djungelrytmer, varpå de tre gitarristerna Scotty Moore, Grady Martin och Harold Bradley, basisten Bob Moore och pianisten Floyd Cramer anslöt. Tagning sex blev mastern. Låten handlar om Marie som bor i Memphis, Tennessee, och som egentligen är sångarens sexåriga dotter och inte hustru, något som avslöjas först i sista versen. Då Macks framgångar med låten fortfarande var nära i tiden, valde Elvis att skjuta på utgivningen av låten på singel ännu ett tag, och då visade sig tillfället vara förbi. Johnny Rivers hann nämligen spela in och ge ut "Memphis" och nå andra plats med den på Hot 100-listan i juli 1964, efter att han hade hört Elvis ännu outgivna version vid ett besök hemma hos honom i Graceland. "Memphis, Tennessee" kom därför inte att ges ut på singel utan enbart på samlingsalbumet Elvis for Everyone! 1965.

## Utgivning och marknadsföring
Skivbolaget RCA lanserade Elvis for Everyone! som "det första Elvis Presley-albumet sedan 1962 som inte är ett soundtrack till en film." Albumet bestod dock huvudsakligen av överblivna och ratade inspelningar, av vilka flera hade spelats in till filmer.

### Albumets placeringar
Albumet gick in på plats 149 på albumlistan Billboard Top LP's i USA den 14 augusti 1965. Efter 11 veckor på listan, den 23 oktober, nådde det 10:e plats, vilket blev dess högsta position under de totalt 27 veckor som det låg på listan. På Cash Box noterades albumet första gången den 21 augusti 1965 på plats 51 på tidningens bästsäljarlista, som vid tiden listade 100 album. Efter sex veckor på listan, den 25 september 1965, nådde det plats 11 och sedan samma plats fem veckor senare. Det blev albumets högsta position under de 26 veckor det låg på listan. I Storbritannien nådde albumet 8:e plats på albumlistan, och i Sverige nådde albumet 4:e plats på november månads bästsäljarlista.

### Senare utgåvor av albumet
I oktober 1990 utkom på cd det album som ursprungligen gavs ut på lp i juli 1965, men med tagning 2 av "In My Way" i stället för mastern (tagning 8). Den överdubbade versionen av "Tomorrow Night" var denna gång i rätt hastighet. I april 1995 gavs albumet ut på cd igen, denna gång med den ordinarie mastern (tagning 8) av "In My Way" återinförd. Och i september 2014 återutgavs Elvis for Everyone! på Follow That Dream-etiketten i en utgåva på två cd:ar som innehöll de ursprungliga låtarna från albumet tillsammans med många bonuslåtar och alternativtagningar av låtar.

## Mottagande

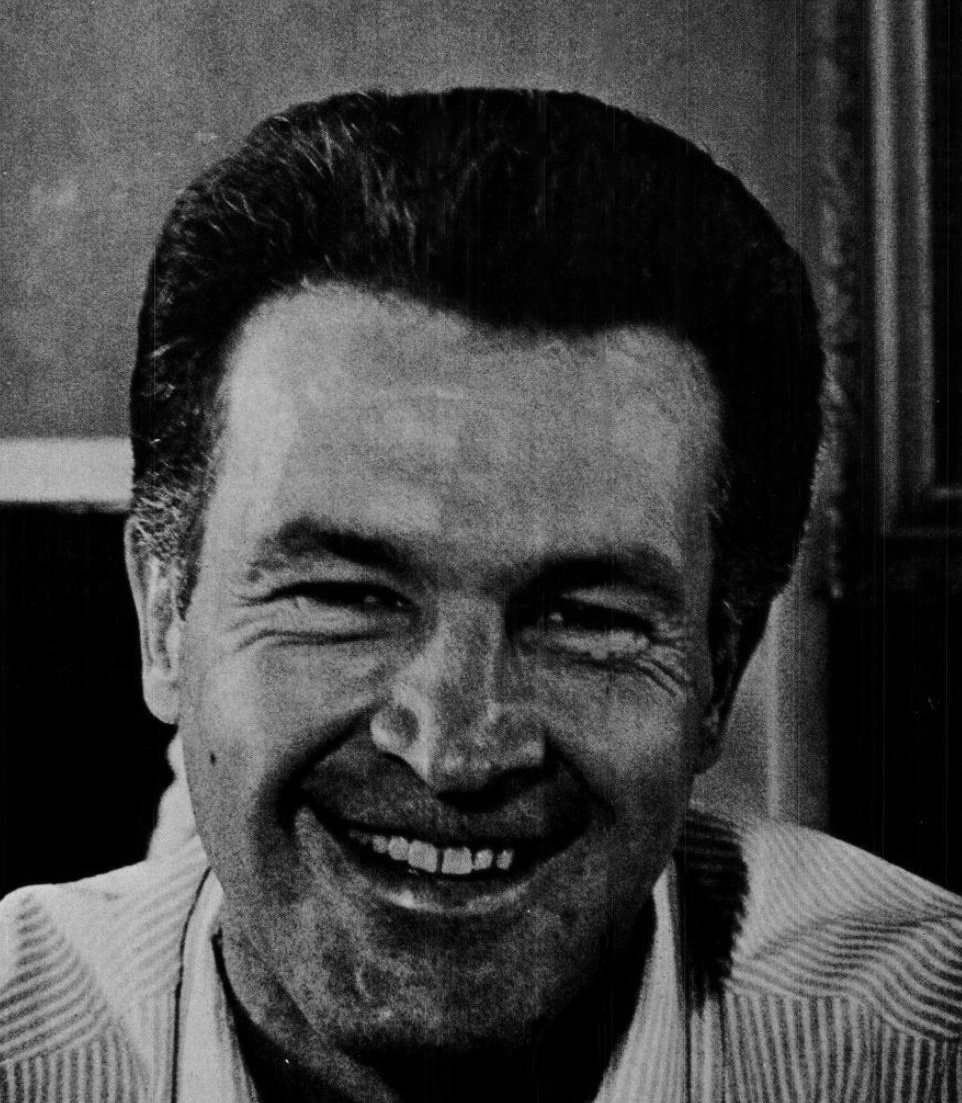
Don Robertson (1966), som tillsammans med Hal Blair skrev "I Met Her Today". Cashbox Magazine ansåg den vara en av albumets höjdpunkter.

I Billboard Magazine menade man att albumet var ämnat för toppen av listorna. Även i Cashbox Magazine trodde man att albumet skulle bli en hit som skulle avancera på LP-listan. Man beskrev det som en samling av såväl upptempolåtar som mer stillsamma låtar, med "I Met Her Today" och "Summer Kisses, Winter Tears" som höjdpunkterna. De båda brittiska musikjournalisterna Norman Jopling och Peter Jones, skrivande för musiktidskriften Record Mirror, menade att det var "en av de bästa nya LP-skivorna från Elvis på mycket länge". De ansåg att "In My Way" varit efterlängtad, att "When It Rains, It Really Pours" hade ett gediget bluesbeat som påminde om Elvis från förr, och att Elvis rockiga version av "Memphis, Tennessee" visade att det gick att få ut något mer ur låten än tidigare versioner visat. De lyfte fram "Wild in the Country" som en vacker ballad och menade att det också fanns "några hyfsade beatballader" på albumet.
Den amerikanske musikkritikern och musikjournalisten Stephen Thomas Erlewine, skrivande för Allmusic, menar att eftersom det inte rör sig om ett soundtrack, är "den övergripande kvaliteten på låtarna mycket högre". Han menar vidare att albumet "innehåller några fantastiska inspelningar" till följd av att man har grävt fram material från "djupt nere i valven", men att just denna blandning av låtar gör att det "inte hänger särskilt bra ihop som album betraktat". Som skivans höjdpunkter lyfter han fram 1950-talslåtarna "Tomorrow Night", "Your Cheatin' Heart" och den råa bluesen "When It Rains, It Really Pours", samt rock'n'roll-versionen av "Memphis, Tennesse" från 1964. Erlewine menar att just kopplingen till Elvis rock'n'roll-rötter är efterlängtad eftersom skivan i övrigt mestadels består av poplåtar och ballader – även om exempelvis "Summer Kisses, Winter Tears" och " For the Millionth and the Last Time" kan ha sin charm.

## Försäljning
Försäljningen av Elvis for Everyone! uppgick till 250 000 exemplar i USA, och det var det första Elvis Presley-albumet under 1960-talet att sälja i färre än 300 000 exemplar där.

## Låtlistor
Elvis for Everyone!

### 1965 originalutgåva
| 1. | Your Cheatin' Heart                                                | Hank Williams                      | 1 februari 1958   | 2:24 |
| 2. | Summer Kisses, Winter Tears (oanvänd låt från filmen Flaming Star) | Fred Wise, Ben Weisman, Jack Lloyd | 8 augusti 1960    | 2:17 |
| 3. | Finders Keepers, Losers Weepers                                    | Dory Jones, Ollie Jones            | 26 maj 1963       | 1:50 |
| 4. | In My Way (från filmen Wild in the Country)                        | Fred Wise, Ben Weisman             | 7 november 1960   | 1:19 |
| 5. | Tomorrow Night                                                     | Sam Coslow, Wilhelm Grosz          | 10 september 1954 | 2:48 |
| 6. | Memphis, Tennessee                                                 | Chuck Berry                        | 12 januari 1964   | 2:11 |

| 1.           | For the Millionth and the Last Time                           | Roy C. Bennett, Sid Tepper             | 15 oktober 1961                             | 2:04  |
| 2.           | Forget Me Never (Oanvänd låt från filmen Wild in the Country) | Fred Wise, Ben Weisman                 | 7 november 1960                             | 1:35  |
| 3.           | Sound Advice (från filmen Follow That Dream)                  | Bernie Baum, Bill Giant, Florence Kaye | 2 juli 1961                                 | 1:45  |
| 4.           | Santa Lucia (från filmen Viva Las Vegas)                      | Trad., arrangerad av Elvis Presley     | 10 juli 1963 (track) 8 augusti 1963 (vocal) | 1:11  |
| 5.           | I Met Her Today                                               | Hal Blair, Don Robertson               | 15 oktober 1961                             | 2:40  |
| 6.           | When It Rains, It Really Pours                                | William R. Emerson                     | 24 februari 1957                            | 1:46  |
| Total längd: | Total längd:                                                  | Total längd:                           | Total längd:                                | 23:50 |

### 2014 FTD-utgåva, cd
Cd 1
| 1.           | Your Cheatin' Heart                                            | Hank Williams                                    | 1 februari 1958                             | 2:27  |
| 2.           | Summer Kisses, Winter Tears                                    | Fred Wise, Ben Weisman, Jack Lloyd               | 8 augusti 1960                              | 2:21  |
| 3.           | Finders Keepers, Losers Weepers                                | Dory Jones, Ollie Jones                          | 26 maj 1963                                 | 1:53  |
| 4.           | In My Way                                                      | Fred Wise, Ben Weisman                           | 7 november 1960                             | 1:24  |
| 5.           | Tomorrow Night                                                 | Sam Coslow, Wilhelm Grosz                        | 10 september 1954                           | 2:55  |
| 6.           | Memphis, Tennessee                                             | Chuck Berry                                      | 12 januari 1964                             | 2:12  |
| 7.           | For the Millionth and the Last Time                            | Roy C. Bennett, Sid Tepper                       | 15 oktober 1961                             | 2:09  |
| 8.           | Forget Me Never                                                | Fred Wise, Ben Weisman                           | 7 november 1960                             | 1:39  |
| 9.           | Sound Advice                                                   | Bernie Baum, Bill Giant, Florence Kaye           | 2 juli 1961                                 | 1:47  |
| 10.          | Santa Lucia                                                    | Trad., arrangerad av Elvis Presley               | 10 juli 1963 (track) 8 augusti 1963 (vocal) | 1:13  |
| 11.          | I Met Her Today                                                | Hal Blair, Don Robertson                         | 15 oktober 1961                             | 2:43  |
| 12.          | When It Rains, It Really Pours The Optional Masters            | William R. Emerson                               | 24 februari 1957                            | 1:53  |
| 13.          | Flaming Star                                                   | Sid Wayne, Sherman Edwards                       | 7 oktober 1960                              | 2:32  |
| 14.          | Wild in the Country (U.K. Stereo LP Version)                   | Luigi Creatore, Hugo Peretti, George David Weiss | 7 november 1960                             | 1:56  |
| 15.          | Lonely Man                                                     | Bennie Benjamin, Sol Marcus                      | 7 november 1960                             | 2:47  |
| 16.          | Mama                                                           | Charles O'Curran, Dudley Brooks                  | 28 mars 1962                                | 1:00  |
| 17.          | Plantation Rock (oanvänd låt från filmen Girls! Girls! Girls!) | Bill Giant, Bernie Baum, Florence Kaye           | 28 mars 1962                                | 1:59  |
| 18.          | Night Life                                                     | Bernie Baum, Bill Giant, Florence Kaye           | 9 juli 1963                                 | 1:52  |
| 19.          | Do the Vega                                                    | Bernie Baum, Bill Giant, Florence Kaye           | 10 juli 1963                                | 2:35  |
| 20.          | Yellow Rose of Texas / The Eyes of Texas                       | Trad. / Fred Wise, Randy Starr                   | 10 juli 1963                                | 2:57  |
| 21.          | What Now, What Next, Where To?                                 | Hal Blair, Don Robertson                         | 27 maj 1963                                 | 1:59  |
| 22.          | Western Union                                                  | Roy C. Bennett, Sid Tepper                       | 27 maj 1963                                 | 2:14  |
| 23.          | Blue River                                                     | Paul Evans, Fred Tobias                          | 28 maj 1963                                 | 2:15  |
| 24.          | Tell Me Why                                                    | Titus Turner                                     | 12 januari 1957                             | 2:10  |
| Total längd: | Total längd:                                                   | Total längd:                                     | Total längd:                                | 50:52 |

Cd 2
| 1.           | For the Millionth and the Last Time (take 2)      | Roy C. Bennett, Sid Tepper                  | 15 oktober 1961    | 2:08  |
| 2.           | Lonely Man (take 9)                               | Bennie Benjamin, Sol Marcus                 | 7 november 1960    | 3:09  |
| 3.           | I Slipped, I Stumbled, I Fell (take 10)           | Ben Weisman, Fred Wise                      | 8 november 1960    | 1:44  |
| 4.           | No More (take 9)                                  | Don Robertson, Hal Blair, Sebastián Yradier | 21 mars 1961       | 2:39  |
| 5.           | Slicin' Sand (take 10)                            | Sid Tepper, Roy C. Bennett                  | 21 mars 1961       | 1:31  |
| 6.           | I'm Not the Marrying Kind (splice of takes 5 & 6) | Ben Weisman, Fred Wise                      | 2 juli 1961        | 1:59  |
| 7.           | For the Millionth and the Last Time (take 6)      | Roy C. Bennett, Sid Tepper                  | 15 oktober 1961    | 2:10  |
| 8.           | I Met Her Today (take 7)                          | Hal Blair, Don Robertson                    | 15 oktober 1961    | 3:01  |
| 9.           | King of the Whole Wide World (take 6)             | Ruth Batchelor, Bob Roberts                 | 27 oktober 1961    | 3:05  |
| 10.          | Home Is Where the Heart Is (take 12)              | Hal David, Sherman Edwards, Donald Meyer    | 26–27 oktober 1961 | 2:59  |
| 11.          | Riding the Rainbow (take 6)                       | Ben Weisman, Fred Wise                      | 26–27 oktober 1961 | 1:57  |
| 12.          | This Is Living (take 8)                           | Bill Giant, Bernie Baum, Florence Kaye      | 27 oktober 1961    | 2:03  |
| 13.          | Something Blue (takes 5 & 6)                      | Paul Evans, Al Byron                        | 18 mars 1962       | 3:30  |
| 14.          | Gonna Get Back Home Somehow (take 6)              | Doc Pomus, Mort Shuman                      | 18–19 mars 1962    | 2:45  |
| 15.          | I Feel That I've Known You Forever (take 2)       | Doc Pomus, Alan Jeffreys                    | 19 mars 1962       | 2:51  |
| 16.          | Fountain of Love (take 6)                         | Bill Giant, Jeff Lewis                      | 18 mars 1962       | 2:19  |
| 17.          | Happy Ending (take 9)                             | Ben Weisman, Sid Wayne                      | 30 augusti 1962    | 2:21  |
| 18.          | I'm Falling in Love Tonight (take 5)              | Don Robertson                               | 22 september 1962  | 2:05  |
| 19.          | How Would You Like to Be? (take 1)                | Ben Raleigh, Mark Barkan                    | 22 september 1962  | 3:46  |
| 20.          | Bossa Nova Baby (takes 4 & 5)                     | Jerry Leiber, Mike Stoller                  | 22 januari 1963    | 2:34  |
| 21.          | I Think I'm Gonna Like It Here (remake take 15)   | Don Robertson, Hal Blair                    | 23 januari 1963    | 2:42  |
| 22.          | Vino, Dinero y Amor (take 1)                      | Sid Tepper, Roy C. Bennett                  | 22 januari 1963    | 2:11  |
| 23.          | The Bullfighter Was a Lady (remake take 10)       | Sid Tepper, Roy C. Bennett                  | 22 januari 1963    | 1:59  |
| Total längd: | Total längd:                                      | Total längd:                                | Total längd:       | 57:28 |

## Medverkande
Uppgifterna är hämtade från Keith Flynn och Ernst Jørgensen och avser inspelningar gjorda i Sun Studio i Memphis i Tennessee någon gång den 12–16 september 1954; i Radio Recorders studio 1 i Hollywood i Kalifornien den 23–24 februari 1957 och 1 februari 1958; i Radio Recorders studio B i Hollywood den 8–9 augusti 1960, 7–8 november 1960 och 9–11 juli 1963; i MGM Sound Stage den 8 augusti 1963; i RCA:s studio B i Nashville den 2 juli 1961, 15–16 oktober 1961, 26–28 maj 1963, 12 januari 1964 och 18 mars 1965.
- Elvis Presley – sång; gitarr på "When It Rains, It Really Pours", "Your Cheatin' Heart", "In My Way" och "Forget Me Never".
- Scotty Moore – gitarr på alla låtar förutom på "Summer Kisses, Winter Tears".
- Hilmer J. "Tiny" Timbrell – gitarr på "Your Cheatin' Heart", "Summer Kisses, Winter Tears", "In My Way", "Forget Me Never" och "Santa Lucia".
- Howard Roberts – gitarr på "Summer Kisses, Winter Tears".
- Hank Garland – gitarr på "Sound Advice".
- Neal Matthews (från The Jordanaires) – gitarr på "Sound Advice".
- Chet Atkins – gitarrpålägg på "Tomorrow Night" 1965.[48]
- Henry Strzelecki – baspålägg på "Tomorrow Night" 1965.
- Charlie McCoy – munspels- och gitarrpålägg på "Tomorrow Night" 1965.[48]
- Harold Bradley – gitarr på "Finders Keepers, Losers Weepers" och "Memphis, Tennessee".
- Grady Martin – gitarr på "Finders Keepers, Losers Weepers" och "Memphis, Tennessee"; gitarrpålägg på "Tomorrow Night" 1965.[48]
- Billy Strange - gitarr på "Santa Lucia".
- Jerry Kennedy – gitarr på "For the Millionth and the Last Time" och "I Met Her Today".
- Dudley Brooks – piano på "When It Rains, It Really Pours", "Your Cheatin' Heart", "Summer Kisses, Winter Tears", "In My Way", "Forget Me Never" och "Santa Lucia".
- Floyd Cramer – piano på "Sound Advice", "For the Millionth and the Last Time", "I Met Her Today", "Finders Keepers, Losers Weepers", "Santa Lucia" och "Memphis, Tennessee".
- Jimmie Haskell –dragspel på "Summer Kisses, Winter Tears", "In My Way" och "Forget Me Never".
- Gordon Stoker (från The Jordanaires) – dragspel på "For the Millionth and the Last Time".[61]
- Bill Black - kontrabas på "When It Rains, It Really Pours" och "Your Cheatin' Heart".
- Michael "Meyer" Rubin – bas på "Summer Kisses, Winter Tears", "In My Way" och "Forget Me Never".
- Bob Moore – bas på "Sound Advice", "For the Millionth and the Last Time", "I Met Her Today", "Finders Keepers, Losers Weepers", "Santa Lucia" och "Memphis, Tennessee".
- D. J. Fontana – trummor på alla låtar förutom på "Tomorrow Night" och "Summer Kisses, Winter Tears".
- Bernie Mattinson – trummor på "Summer Kisses, Winter Tears".
- Murrey "Buddy" Harman – trummor på "Sound Advice", "For the Millionth and the Last Time", "I Met Her Today", "Finders Keepers, Losers Weepers", "Santa Lucia" och "Memphis, Tennessee"; pålägg på "Tomorrow Night" 1965.
- Boots Randolph – saxofon på "Finders Keepers, Losers Weepers", claves på "Sound Advice", vibrafon på "Memphis, Tennessee".
- The Jordanaires (Gordon Stoker, Neal Matthews, Hoyt Hawkins, Hugh Jarrett/Ray Walker) – bakgrundssång på alla låtar förutom på "Tomorrow Night" (Jarret på "When It Rains, It Really Pours" och "Your Cheatin' Heart", Walker på övriga). Ray Walker ensam på "Finders Keepers, Losers Weepers".
- Millie Kirkham – bakgrundssång på "Sound Advice", "For the Millionth and the Last Time", "I Met Her Today", "Finders Keepers, Losers Weepers" och "Memphis, Tennessee".
- The Anita Kerr Singers: Anita Kerr, Dorothy Dillard, Louis Nunloy, William Wright – sångpålägg på "Tomorrow Night" 1965.[48]
- Sam Phillips – producent på "Tomorrow Night".
- Steve Sholes – producent på "When It Rains, It Really Pours", "Your Cheatin' Heart", "For the Millionth and the Last Time", "I Met Her Today" och "Finders Keepers, Losers Weepers".
- Steve Urban Thielmann – 20th Century Fox-producent på "Summer Kisses, Winter Tears", "In My Way" och "Forget Me Never".
- Chet Atkins – producent på "Memphis, Tennessee" och vid sessionen då påläggen gjordes på "Tomorrow Night" 1965.
- Hans Salter – producent på "Sound Advice".
- George Stoll – MGM Musical Director vid inspelningen av musiken till "Santa Lucia".
- Sam Phillips – ljudtekniker på "Tomorrow Night".
- Thorne Nogar – ljudtekniker på "When It Rains, It Really Pours", "Your Cheatin' Heart", "Summer Kisses, Winter Tears", "In My Way" och "Forget Me Never".
- Bill Porter –ljudtekniker på "Sound Advice", "For the Millionth and the Last Time", "I Met Her Today" och "Finders Keepers, Losers Weepers".
- Dave Wiechman – ljudtekniker vid inspelningen av musiken till "Santa Lucia".
- Fred Mulculpin – ljudtekniker vid Elvis sångpålägg på "Santa Lucia".
- Ron Steele – ljudtekniker på "Memphis, Tennessee".
- Bill Vandevort– ljudtekniker vid sessionen då påläggen gjordes på "Tomorrow Night".

## Topplistor
|  |

|  |

|  |

|  |

| Lista (1965)                     | Högsta position |
| Storbritannien (UK Albums Chart) | 8               |
| USA Cash Box Top 100 Albums      | 11              |
| USA (Billboard 200)              | 10              |